# 近畿大学青踏女子短期大学
近畿大学青踏女子短期大学（きんきだいがくせいとうじょしたんきだいがく、英語: Kinki University Seito Junior College）は、和歌山県和歌山市善明寺516に本部を置いていた日本の私立大学である。1972年に設置され、2002年に廃止された。大学の略称は青踏短大または青踏。

## 概要

### 大学全体
- 学校法人近畿大学により1972年に設置された日本の私立短期大学[2]。
- 開学時より1学科体制で入学定員100名、学科目の変更もなし。
- 当初、和歌山県御坊市内にキャンパスがあった[3]が、万年定員を下回る学生数によるものか[注 1]、1986年より和歌山市に移転された[1]。
- 和歌山市への移転から8年間は安定した経営が続いた[注 2]。
- しかし、1994年（平成6年度）に初めて定員割れ[注 3]、1995年度には44人[注 4]まで減少。
- 以後そのまま入学者減に拍車がかかり[注 5]、2000年（平成12年度）には入学定員を40に減員するも[34]、学生数9人となり「光熱費だけで赤字」という深刻な事態となった[1]。同年4月、学長が在籍学生に短大の廃止を告げ、「どう説明するか悩んで寝られなかった」と胸中を語ったという[1]。
- かつてのキャンパスは近畿大学附属和歌山中学校・高等学校に転用された。

### 建学の精神（校訓・理念・学是）
- 近畿大学青踏女子短期大学における建学の精神
  - 「教育の目的は、人に愛される人 信頼される人 尊敬される人を育成することにある」

### 教育および研究
- 近畿大学青踏女子短期大学は、英語をベースとしたカリキュラムが組まれ、イギリスでの語学研修やアメリカ・カナダでの英語研修が行われていた。

### 学風および特色
- 近畿大学青踏女子短期大学の学名である「青踏」とは、その短期大学を取り巻く言葉で「早春の野にいでて、わか草を踏み、希望と未来の幸福を思い、あかるい無限の光のなかをあゆむ」という意味が含まれていた[35]。
- イングリッシュ・フェスティバルや英語劇などのイベントが盛んだった。

## 沿革
- 1972年
  - 1月29日　左記を以て文部省[注 6]より短期大学の設置が認可される[36]。
  - 4月1日 左記を以て近畿大学青踏女子短期大学が開学[注 7]。英文科 入学定員100名[37]
  - 4月12日 初めての入学式が行われる[36]。
- 1986年 御坊市塩屋町北塩屋768-8[20]から和歌山市善明寺516[21]に移転。
- 2000年
  - 4月1日 英文科の入学定員を100→40に減員[34]。この年度をもって学生募集を終了。翌年度より近畿大学文芸学部に水増しする形となる[注 8]。
- 2002年
  - 10月28日 左記を以て正式廃止[34]。

## 基礎データ

### 所在地
- 和歌山県和歌山市善明寺516

### 象徴
- 近畿大学青踏女子短期大学のカレッジマークは近畿大学と同じウメをイメージしたものとなっていた[35]。

#### 取得資格について
- 教職課程として中学校教諭二種免許状（英語）が設けられていた。

### 研究
- 『青踏女子短期大学紀要』[38]あり。

## 学生生活

### 部活動・クラブ活動・サークル活動
- 近畿大学青踏女子短期大学で活動していたクラブ活動
  - 体育系：フライングディスク（1993年全日本学生選手権新人戦3位）・柔道ほか
  - 文化系：茶道・華道・書道・ESSほか

### 学園祭
- 近畿大学青踏女子短期大学の学園祭は開学した1972年より行われ、当初は10月28日から3日間実施された[39]。

## 大学関係者と組織

### 大学関係者一覧

#### 大学関係者
- 世耕政隆

## 施設

### キャンパス
- 図書館
- 学生食堂
- 学生寮ほか

## 対外関係

### 他大学との協定

#### アメリカ
- カリフォルニア大学
- イリノイ大学

#### イギリス
- ノッティンガム大学

#### カナダ
- カルガリー大学

### 姉妹校
- 近畿大学豊岡短期大学

### 系列校
- 近畿大学
- 近畿大学短期大学部
- 近畿大学九州短期大学

## 卒業後の進路について

### 編入学・進学実績
- 近畿大学文芸学部・商経学部・法学部への編入学実績がある。